# Малинуха
Малинуха — деревня в Шекснинском районе Вологодской области.
Входит в состав сельского поселения Чуровского, с точки зрения административно-территориального деления — в Чуровский сельсовет.
Расстояние по автодороге до районного центра Шексны — 13 км, до центра муниципального образования Чуровского — 4 км. Ближайшие населённые пункты — Васильево, Речная Сосновка, Мышкино.
По переписи 2002 года население — 132 человека (62 мужчины, 70 женщин). Преобладающая национальность — русские (95 %).